# La Technique ou l'Enjeu du siècle
La Technique ou l'Enjeu du siècle est un essai de Jacques Ellul paru en 1954 qui pose le problème du changement de nature de la technique dans la société : d'outil permettant à l'homme de se dépasser, la technique est devenue un processus autonome auquel l'homme est assujetti. 

## Résumé de l'œuvre
Rédigé de 1948 à 1950, mais d’abord refusé par les éditeurs, ce livre constitue le premier volet de la trilogie ellulienne consacrée à la technique. Les deux autres seront Le Système technicien, en 1977 et Le bluff technologique, en 1988.
Ellul y affirme que l'ensemble des techniques (techniques industrielles, techniques de gouvernement, techniques financières, techniques éducatives...) sont, au XXe siècle, devenues interdépendantes. Il avance la thèse selon laquelle cette interdépendance même contribue à ce que « la » technique ne peut plus être considérée comme un simple intermédiaire entre l'homme et la nature. 
La technique n'est plus un instrument docile, un simple moyen : « elle a maintenant pris une autonomie à peu près complète à l'égard de la machine » : obéissant à ses propres lois, elle est devenue le principe d’organisation de toutes nos sociétés. Par conséquent, il est erroné, estime l'auteur, de ne voir en elle que le moyen de nous libérer des servitudes imposées par la nature : elle est sans doute cela mais elle est aussi la source de nouveaux types de servitudes.

## Idées maîtresses
Ellul définit « le phénomène technique (comme) la préoccupation de l'immense majorité des hommes de notre temps de rechercher en toutes choses la méthode absolument la plus efficace. »
Mais s'il en est ainsi, précise t-il, c'est parce que la technique est « à la fois sacrilège et sacrée » : « L'invasion technique désacralise le monde dans lequel l'homme est appelé à vivre. (...) Mais nous assistons à un étrange renversement : l'homme ne pouvant vivre sans sacré, il reporte son sens du sacré sur cela même qui a détruit tout ce qui en était l'objet : sur la technique. » .
En 1973, dans Les nouveaux possédés, Ellul reviendra longuement sur cette idée que la technique est sacralisée du fait même qu'elle désacralise la nature.

## Réception
Dès le début du livre, l'auteur affirme de façon catégorique : « il est vain de déblatérer contre le capitalisme : ce n'est pas lui qui crée ce monde, c'est la machine ». Il consacre deux chapitres à démontrer le rôle déterminant que la technique exerce sur l'économie.
Cette analyse est loin de faire l'unanimité puisqu'elle est rejetée par la quasi-totalité de la classe intellectuelle, notamment celle qui continue de critiquer le capitalisme en invoquant la thèse de la « dictature des marchés ». 
Ellul admettra à la fin sa vie que ses vues sont restées marginales et il en donnera sa propre explication : « L'analyse de Karl Marx était certainement la plus pertinente de son temps sur son temps. Or elle ne l'est plus au XXe siècle. Le tort de la plupart des intellectuels est de l'avoir fossilisée, fixée, idéologisée (le marxisme) alors qu'il fallait au contraire, et selon les propres attentes de Marx lui-même, la dialectiser, la remettre constamment au goût du jour »[réf. nécessaire].
Ayant étudié l'ensemble des thèses d'Ellul en les confrontant aux réalités de leur temps, certains militants considèrent que les « marchés » ne sont rien d'autre que d'immenses réseaux informatiques et que, par conséquent, le mouvement de financiarisation de l'économie et la marchandisation à outrance du monde ne se seraient pas produites si ces thèses avaient reçu en leur temps un écho substantiel.
À cet égard, certains critiques, tels que Jean-Luc Porquet (journaliste au Canard enchaîné), n'hésitent pas à considérer Ellul comme celui « qui avait (presque) tout prévu ».
Par l'entremise d'Aldous Huxley son ouvrage est traduit en 1964 aux États-Unis sous le titre The Technological Society. C'est un des livres de Jacques Ellul qui a suscité le plus d'intérêt dans les milieux académiques nord-américains. 

## Éditions
- Jacques Ellul, La Technique : L’Enjeu du siècle, Paris, Armand Colin, coll. « Sciences politiques », 1954.
- Jacques Ellul, La Technique : L’Enjeu du siècle, Economica, coll. « Classiques des sciences sociales », 1990, 2e éd.
- Jacques Ellul, La Technique : L’Enjeu du siècle (réimpression de la 2e éd.), Economica, coll. « Classiques des sciences sociales », 2008, 3e éd., 423 p. (ISBN 978-2-7178-1563-4).

## Citations en ligne
- sur Wikipedia
- « Ellul », Québec, CA, Agora.
- « La technique : l’enjeu du siècle », Biosphère